# Cleome hirta
Espèce
Classification APG III (2009)
Cleome hirta est une espèce de plante annuelle de la famille des Capparaceae selon la classification classique et des Cleomaceae selon la classification phylogénétique.
Elle peut atteindre 1,6 m de haut, a des fleurs violettes marquées de jaune et des gousses comme fruit.
On la rencontre depuis le sud de la Somalie jusqu'à l'Afrique du Sud.

## Référence
- http://www.zimbabweflora.co.zw/speciesdata/species.php?species_id=124340